# Loxofidonia plumbeotincta
Loxofidonia plumbeotincta är en fjärilsart som beskrevs av Swinhoe 1895. Loxofidonia plumbeotincta ingår i släktet Loxofidonia och familjen mätare. Inga underarter finns listade i Catalogue of Life.